# Saint-Gervais-la-Forêt
Saint-Gervais-la-Forêt är en kommun i departementet Loir-et-Cher i regionen Centre-Val de Loire i de centrala delarna av Frankrike. Kommunen ligger i kantonen Blois 2e Canton som tillhör arrondissementet Blois. År 2022 hade Saint-Gervais-la-Forêt 3 184 invånare.

## Befolkningsutveckling
Antalet invånare i kommunen Saint-Gervais-la-Forêt
| Referens: INSEE |